# Worthing
För andra betydelser, se Worthing (olika betydelser).
Worthing (engelskt uttal: [ˈwɜːrðɪŋ]) är en stad i grevskapet West Sussex i sydöstra England. Staden är huvudort i distriktet med samma namn och ligger cirka 16 kilometer väster om Brighton och cirka 29 kilometer öster om Chichester. Tätorten (built-up area) hade 111 621 invånare vid folkräkningen år 2021. Worthing nämndes i Domedagsboken (Domesday Book) år 1086, och kallades då Mordinges/Ordinges.